# Pałubicki

Pałubicki

Pałubicki (Palbicki, Palbitzki, Palubitzki, Biber-Palubitzki, Biber-Pałubicki, Bober-Pałubicki, Sokół) – kaszubski herb szlachecki.

## Opis herbu
Herb występował w przynajmniej pięciu wariantach. Opisy z wykorzystaniem zasad blazonowania, zaproponowanych przez Alfreda Znamierowskiego:
Palubicki I (Palbicki, Palbitzki, Palubitzki, Biber-Palubitzki, Biber-Pałubicki, Bober-Pałubicki, Sokół): W polu błękitnym sokół złoty (albo jastrząb) z pierścieniem w dziobie, na ostrzewi w skos, z dwoma sękami u góry, jednym u dołu, naturalnym. Klejnot: nad hełmem w koronie trzy pióra strusie, złote między błękitnymi. labry błękitne, podbite złotem.
Palubicki II (Palbicki, Palbitzki, Palubitzki, Biber-Palubitzki, Biber-Pałubicki, Bober-Pałubicki, Sokół odmienny): Sokół ma dodatkowo dzwonek na szyi, ostrzew ma trzy sęki u dołu i żadnego u góry, z sęków wyrasta po jednym listku, brak korony, skrajne pióra srebrne, środkowe błękitne, labry podbite srebrem.
Palubicki IIa (Palbicki, Palbitzki, Palubitzki, Biber-Palubitzki, Biber-Pałubicki, Bober-Pałubicki, Sokół odmienny): Ostrzew złota, pole czerwone, zamiast korony zawój czerwono-złoty, skrajne pióra czerwone, labry czerwone, podbite złotem.
Palubicki III (Palbicki, Palbitzki, Palubitzki, Biber-Palubitzki, Biber-Pałubicki, Bober-Pałubicki, Sokół odmienny): Sokół (lub jastrząb, gołąb) bez pierścienia. Inny klejnot: sokół z gałązką ulistnioną w dziobie, między dwoma skrzydłami: błękitnym i złotym.
Palubicki IIIa (Palbicki, Palbitzki, Palubitzki, Biber-Palubitzki, Biber-Pałubicki, Bober-Pałubicki, Sokół odmienny): Sokół srebrny, w lewo, patrzący w prawo, bez pierścienia, ostrzew w skos lewy, z jednym sękiem u dołu. W klejnocie sokół jak w godle, trzymający w dziobie gałązkę ulistnioną, między dwoma skrzydłami srebrnymi.

## Najwcześniejsze wzmianki
Najstarszy historycznie jest wariant podstawowy, który pojawił się na mapie Pomorza Lubinusa z 1618. Warianty I, IIa, III przytaczane przez Ostrowskiego (Księga herbowa rodów polskich, ptak opisywany jako jastrząb). Warianty I, IIa, III, IIIa zamieszczono w Nowym Siebmacherze (ptak opisywany przez niego czasem jako papuga). Wariant II przytoczony został przez Bagmihla (Pommersches Wappenbuch), zaś podobny wizerunek znany jest z prac Ledebura (Adelslexikon der preussichen Monarchie von..) oraz Żernickiego (Der polniche Adel), gdzie pole jest czerwone. Wizerunek podobny do wariantu IIIa widnieje na stronie internetowej opracowanej przez Francine Palubicki, gdzie sokół jest złoty zaś skrzydła czarne.

## Rodzina Pałubickich
Rodzina wywodząca się ze wsi Pałubice. Pierwsza wzmianka dotycząca nazwiska pochodzi z 1559 roku (Bartos i Pawel Palubitzki w Gostkowie i Jurgen Bolbitzki w Półcznie). Kolejna wzmianka z roku 1570 (Stefan Suchta, Maciej, Jan i Piotr Pałubiccy w Pałubicach, Michael, Matthias, Jacobus Pallabiczki w Węsiorach, Simon Palubiczki w Chośnicy, Paulus Palubiczki w Zaskoczynie). Następne wzmianki pochodzą z lat 1603 (Hans, Michael Belbitzki w Gostkowie, Simon Belbitzki w Półcznie), 1607 (Pallebitzken w Półcznie), 1608 (Grzegorz i Paweł Palubiccy), 1621 (Palbytzki), 1658 (wdowa po Macieju z Gostkowa, Jurgenie z Półczna i Jakubie z Osławy Dąbrowy, wszyscy nazwiska Palbitzken), 1662 (Michał Jucha, Stanisław Kętrzyński, Pani Boberska wdowa, Krzysztof Zuchta, Pan Halk, Pan Dulak, Melcher Pałubicki), 1688 (Palbicki), 1772 (Jakub w Osowie, Stanisław w Częstkowie, Adam Biber-Pałubicki w Kocborowie). Gałąź rodziny osiadła na Pomorzu Zachodnim, gdzie doszła do pewnego znaczenia. Posiadali tam wsie Bartolino, Niemica, Sulechowo i Warblewo. Z gałęzi tej wywodził się Georg von Palubitzki, burmistrz Słupska i jego syn, Matthias von Palubitzki, znawca literatury greckiej, urzędnik i dyplomata szwedzki, który otrzymał tytuł baronowski w 1675. Pałubiccy, którzy pozostali w Prusach Królewskich nie piastowali żadnych urzędów, wymieniani są jedynie w spisach posłów na sejmy elekcyjne w latach 1697 (Michał), 1733 (Stefan i Florian). Rodzina posiadała oprócz wymienionych także działy we wioskach: Buśnia, Kiełpino Górne, Turowo, Częstkowo, Mściszewice, Puzdrowo, Osowo, Ostrowite.

## Herbowni
Pałubicki (Balbicki, Belbitzki, Bolbitzki, Pablucki, Palabicki, Palbicki, Palbiezki, Palbitzke, Palbitzki, Palbycki, Palbytzki, Pallebitzke, Palubicki, Palubitzki, Palubucki, Palubickij) z przydomkiem Biber (Bober, Bóbr). Przedstawiciel tej rodziny otrzymał w 1675 szwedzki tytuł baronowski z herbem Pałubicki baron. Pałubiccy z przydomkiem Suchta (Zuchta, Zychta, Sychta) używali wariantu herbu Brochwicz lub Pałubicki V. Istnieli też Pałubiccy innych przydomków: Halk, Juba, Szpet, Szymnoch, Wolf (Wulf). Ich herby są nieznane, chociaż Przemysław Pragert przypuszcza, że Halkowie mogli używać herbu Szaława, zaś Dulakowie jakiegoś innego. Pozostałe przydomki mogły według niego być skojarzone z herbem Sokół.

### Znani Pałubiccy
- Konrad Pałubicki.